# خورشیدگرفتگی ۱۵ ژوئیه ۲۰۸۳
خورشیدگرفتگی ۱۵ ژوئیه ۲۰۸۳ (به انگلیسی: Solar eclipse of July 15, 2083) یک خورشیدگرفتگی از نوع خورشیدگرفتگی جزئی است. این خورشیدگرفتگی در تاریخ ۱۵ ژوئیه ۲۰۸۳ میلادی (‎۲۴ تیر ۱۴۶۲ خورشیدی) روی خواهد داد که زمان اوج آن، ساعت ۰:۱۴:۲۳ به‌وقت ساعت هماهنگ جهانی است.